# Alok
Alok Achkar Peres Petrillo (Goiânia, 26 de agosto de 1991) é um DJ e produtor musical brasileiro, mais conhecido por seu sucesso mundial de 2016 "Hear Me Now". É atualmente o 4.º melhor DJ do mundo segundo a revista britânica DJ Mag.
Ele acompanhava seus pais ao lado de seu irmão gêmeo Bhaskar, em suas apresentações de psy trance pelo país, depois decidiram formar o projeto ao vivo de trance Lógica. Com ela, a dupla lançou um álbum totalmente autoral chegando a fazer shows em cerca de 19 países, além de suas músicas serem destaque na loja virtual Beatport.
Aos 19 anos, depois de trancar o curso de relações internacionais, fez um curso de discotecagem em Londres, retornando ao Brasil novamente. Em 2010, decidiu seguir carreira solo, mudando de gênero para o house music, sendo um dos primeiros a adotar o sub-gênero brazilian bass. Em 2016, ele acabou assinando contrato com a gravadora holandesa Spinnin' Records, lançando logo depois a canção "Hear Me Now" com Bruno Martini e do cantor e compositor Zeeba, que levou a sua projeção internacional, com a música entrando em paradas de vários países.
Acabou se transformando em um dos ícones mais proeminentes da cena eletrônica brasileira, com honrarias e prêmios, tais como; "Melhor DJ do Brasil" pela revista House Mag em 2014 e 2015, e sendo o único brasileiro no top 25 do mundo no ano seguinte pela revista DJ Mag. Em 2017, ele foi eleito pela Forbes Brasil como uma das 91 pessoas com menos de 30 anos mais influentes do país. Em 2021, Alok foi classificado como o 4.º melhor DJ do mundo, logo no ano anterior 2020, quando alcançou a 5° posição pela revista DJ Mag, sendo a posição mais alta ocupada por um brasileiro.
Como empresário, fundou em 2015 sua primeira gravadora, a UP Club Records e a Artist Factory em 2017, que atuou como agenciadora de artistas da música eletrônica. Em 2019, fundou a Controversia Records, uma sub gravadora da Spinnin'. No Brasil, a Controversia é distribuída pela gravadora Altafonte.

## Biografia

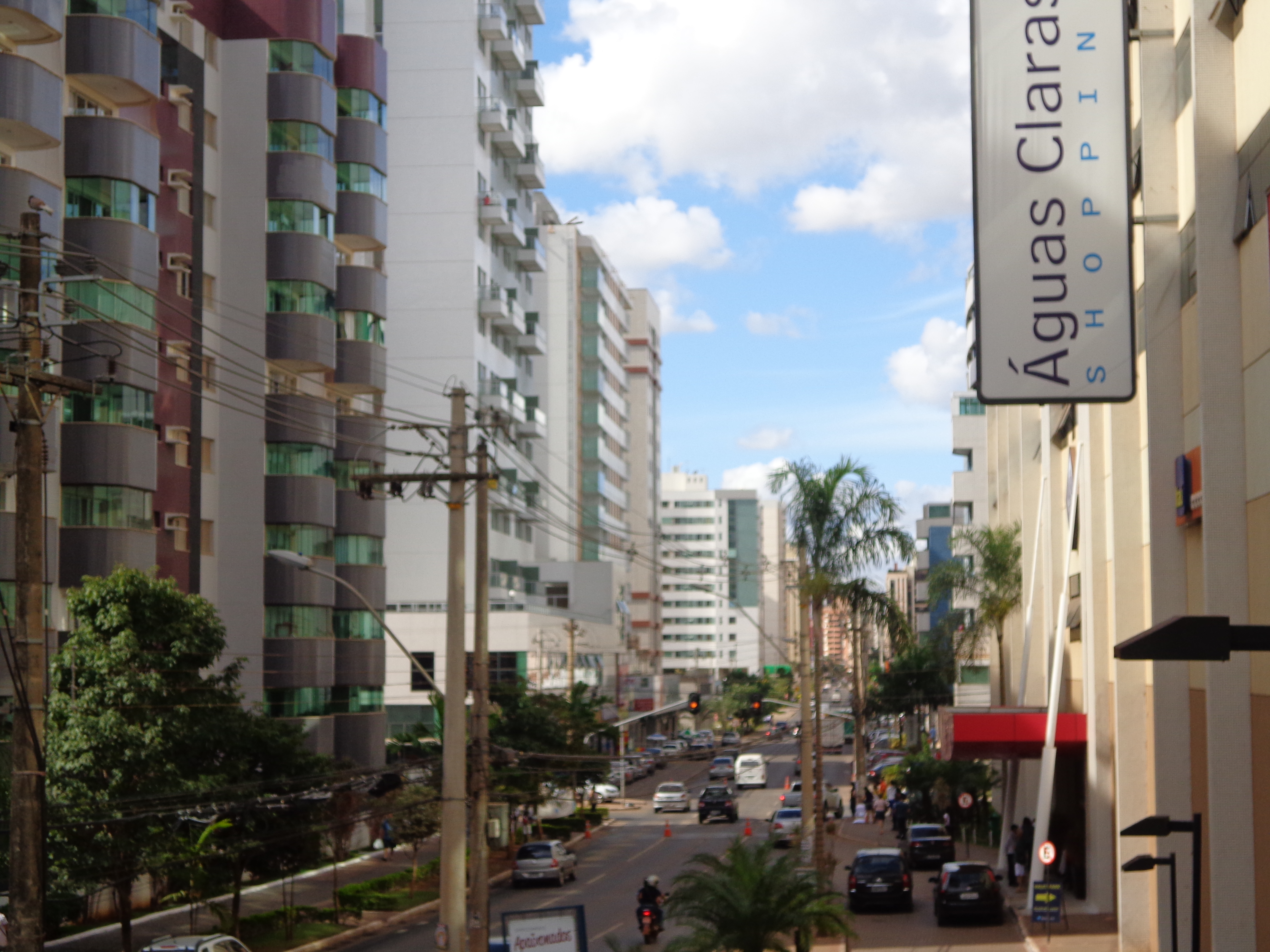
Apesar de Alok ter nascido em Goiânia, Goiás, ele viveu grande parte de sua adolescência em Águas Claras, Distrito Federal, desde os 12 anos de idade onde afirma ter se radicado.

Alok Achkar Peres Petrillo nasceu na cidade de Goiânia, Goiás, em 26 de agosto de 1991. Filho de Adriana Peres Franco e Juarez Achkar Petrillo, ambos DJ's conhecidos como Ekanta e Swarup, respectivamente, eles foram casados até sua infância. Alok tem uma irmã chamada Jaya Petrillo, filha do segundo casamento de seu pai com Camilla Mota. Seu nome veio depois de seus pais viajarem para Índia, onde se encontraram com o guru espiritual Osho, que indicou que o menino deveria se chamar Alok, que na língua sânscrita significa "luz". Seus pais foram os pioneiros do psy trance no país e idealizadores do Universo Paralello, festival de música eletrônica anual da Praia do pratigi, na Bahia. Possui origens italianas, libanesas e portuguesas.
Ele morou até os cinco anos de idade em Águas Claras, Distrito Federal, logo depois mudou-se para Amsterdã, Holanda com sua mãe e seu irmão, onde ela trabalhava como faxineira em uma boate. Nessa época, eles moravam em um prédio invadido por famílias, e que muitas vezes sua mãe não tinha com quem os deixar, e os levava para as danceterias. "Foi assim que a música entrou na minha vida, aos 6 anos de idade", disse Petrillo. Ainda, comentou que seus pais nunca deixaram de trabalhar por causa dos filhos, sempre os irmãos alternavam entre os pais, acompanhando os dois. Petrillo com 9 anos se mudou para Alto Paraíso de Goiás onde ficou até os 12 anos. Já na sua adolescência, se radicou em Águas Claras.
Depois de terminar o ensino médio na escola La Salle, ele iniciou um curso pré-vestibular, e com 19 anos ele iniciou o curso de relações internacionais na Universidade Católica de Brasília, por achar que a música era algo instável. Além de trabalhar como DJ, no quarto semestre de curso, ele teve de deixar o curso por não conseguir se conciliar com os shows. Para se aperfeiçoar, chegou a fazer um curso de discotecagem em Londres, Inglaterra.
Aos 24 anos mudou-se para São Paulo, onde mora atualmente.

## Carreira

### Primeiros anos
Aos 10 anos começou a aprender a tocar, brincando de música com seu irmão gêmeo bivitelino Bhaskar Petrillo. Em 2004, ele e seu irmão frequentavam o estúdio de ensaio da banda de seu pai Swarup, em que tocavam bateria de panela. Segundo Ekanta, eles ficaram interessados em como os remixes eram feitos e com a ajuda dos DJ's Zumbi e Pedrão, amigos da família, ensinaram os irmãos a mixar as músicas, e cada um aprendeu uma especialidade, um no teclado e o outro na guitarra. Logo depois, Dick Trevor, instalou o programa de edição de música Logic Pro no computador de Swarup, fazendo com que os irmãos se aproximassem ainda mais da produção de músicas.

### 2004: Lógica e primeiras apresentações
Ele e seu irmão, com 12 anos, começaram a trabalhar profissionalmente com o projeto Lógica. Sua primeira apresentação foi no Psycholand, local de shows em área rural no Distrito Federal, com público de cerca de 800 pessoas, ele lembra que foi pago cerca de R$ 150 de cachê. Em 2004, eles se apresentaram no seu primeiro Universo Paralelo. Com 15 anos eles começaram a produzir suas próprias músicas, e aos 17 anos eles visitaram cerca de 19 países com a turnê.
A primeira faixa da dupla Alok & Bhaskar, foi lançada pela Holophonic Rec com participação do grupo britânico de eletrônica Cosmosis. "Good News", "Space" e "Influences" foram lançadas pela dupla, além de uma música com Burn in Noise, sua principal influência.
Como seu projeto ao vivo, Lógica, eles conseguiram contrato com a gravadora independente Vagalume Records e Liquid Records, lançando o álbum autoral Level Feature Rights, além de mais 4 EP's. Foram lançadas as músicas, "Bubble Brain", "Lola" (vs. Swarup), "Hey", "Sometimes" (vs. Zumbi), além do remix de "Hey Boy Hey Girl", do Chemical Brothers.

### 2010: Carreira solo e ascensão na mídia
Em 2010 ele começou a trabalhar na sua carreira solo, migrando do psy trance para o house music. Segundo ele, seus pais não concordaram com a mudança: "era um cenário diferente, no qual eles não tinham muito conhecimento e visibilidade. Eu estava saindo da zona de conforto deles", disse. Portanto, ele ainda continuou sozinho no Lógica durante um tempo, quando Bhaskar decidiu deixar a dupla depois de casar.
Seu primeiro sucesso como projeto solo foi um sample da música "Sings" do Snoop Dogg com participação de Charlie Wilson e Justin Timberlake, chamada de "Snoop Sings" com Icy Sasaki. A canção conseguiu 3 milhões de visualizações no YouTube. Também destaca-se, ainda em colaboração com Icy Sazaki, um remix da canção "Puro Êxtase", da banda Barão Vermelho.
Em 4 de junho de 2013 a música "We Are Underground" foi lançada em seu perfil no Soundcloud, chegando a contabilizar mais de um milhão de audições na plataforma. A canção foi um divisor de águas na carreira do DJ, fazendo com que fosse requisitado por vários festivais em todo o mundo. Em 10 de outubro o videoclipe foi lançado no YouTube produzido pela Brasil Filmes.

### 2014: Consagrado melhor DJ do Brasil pela renomada revista House Mag
Em dezembro de 2014 foi eleito o melhor DJ do Brasil pelo maior veículo de música eletrônica do Brasil, a revista House Mag.

### 2015: Eleito pela segunda vez o melhor DJ do Brasil e gravadora própria
Em 20 de março de 2015 estreou o programa New Design pela rádio Jovem Pan FM. Atualmente, o programa é transmitido pela rádio Energia 97.
Em maio do mesmo ano, Alok lançou sua própria gravadora, denominada Up Club Records. Ele acabou criando seu selo discográfico devido a rejeição das gravadoras estrangeiras a lançarem suas músicas por elas não fazerem parte do "padrão Europeu". Muitas delas diziam para que ele mudasse o estilo delas para poderem ser publicadas, porém ele não aceitava alegando que ela continha sua autenticidade e personalidade.
Em dezembro de 2015 foi eleito pela segunda vez o melhor DJ do Brasil pela revista de música eletrônica House Mag.

Quando fiquei sabendo que estava participando dessa votação, não achei que entraria na lista dos 100 melhores DJs do mundo. Eu, brasileiro!? Que é isso! Foi uma surpresa incrível assim que saiu o resultado e fiquei honrado de levar a bandeira e a música do meu país para o exterior.

—Alok sobre ficar na 44ª posição na lista de melhores DJs realizada pela revista britânica DJ Mag.
Alok ficou na posição 44ª no Top 100 DJs da revista britânica DJ Mag, sendo o único brasileiro do ranking, a frente de grupos consagrados como Jack Ü e Daft Punk.
Em 30 de junho de 2015 Amine Edge da dupla de DJ's franceses Amine Edge & Dance criticou publicamente em seu Twitter a versão de seu remix da música "Lost" de Frank Ocean feita por Alok dizendo: "Odiei com todas as minhas forças. Soa barato e amador". Por sua vez, Alok em seu perfil no Facebook rebateu as acusações dizendo que sua música também se trata de um remix de Ocean, e demonstrou que a versão feita pelos DJ's franceses pode ter sido feita em cerca de 5 minutos, tempo de duração do vídeo resposta e complementou dizendo que Edge tinha sido desrespeitoso com a música eletrônica brasileira outras vezes. No outro dia, a dupla disse por meio de uma nota no Facebook que aquilo havia passado por um mal entendido e que eles “fizeram as pazes”.

### 2016–presente: Spinnin' Records e ascensão musical

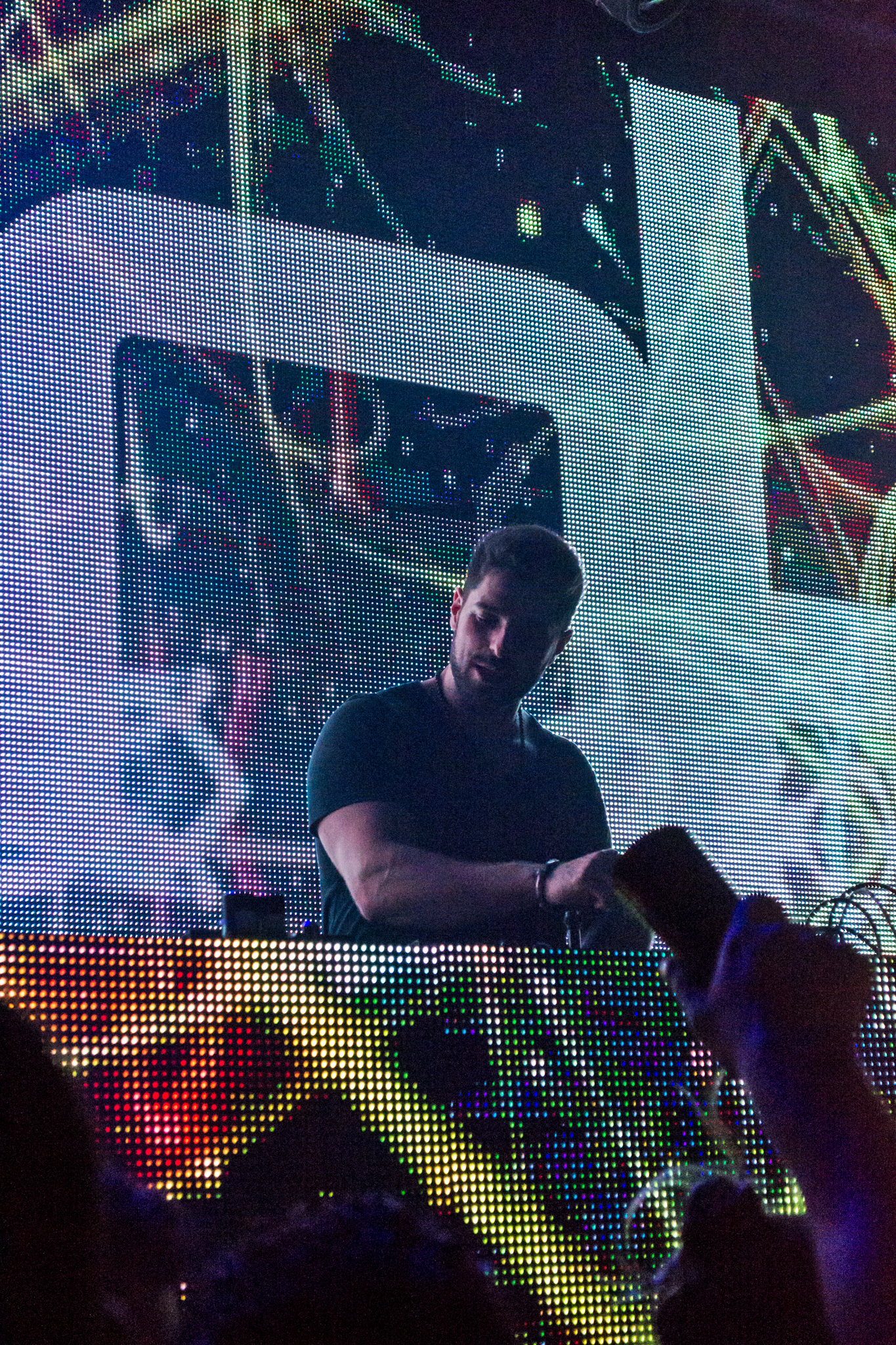
Alok em dezembro de 2016

Em sua apresentação no festival Tomorrowland Brasil em 21 de abril de 2016, Alok tocou a música "Imaginary Friends", música produzida pelo DJ canadense deadmau5, que não tinha sido lançada oficialmente. deadmau5 chegou a dizer em seu Twitter: "Caro Alok, por favor pare de ‘performar’ com minha música não lançada. Sobretudo quando você está sendo pago pra tocar." (sic). Depois, Alok se desculpou em um vídeo no Facebook dizendo que não tinha intenção de desrespeitar ninguém, tendo feito apenas um mashup com outras músicas, e que não havia tocado ela na íntegra. Tendo depois sido desculpado pelo canadense.
Em 8 de junho de 2016, Alok anunciou que havia feito um contrato de três anos com a gravadora holandesa Spinnin' Records. Ele citou que várias gravadoras de grande porte haviam o procurado, porém optou de ficar com a Spinnin' por oferecer um contrato de maior duração, e ter um maior planejamento de carreira. Além de começar a ser agenciado pela William Morris Endeavor (WME), empresa norte-americana que representa artistas de todas as mídias, incluindo televisão, música, teatro, dentre outros.
Em julho de 2016 foi aberta as votações para o ranking de DJ's da revista DJ Mag, com Alok subindo ainda mais de posição, indo para o 25º lugar.
Em 21 de setembro de 2016, ele lançou a música "All I Want" com Liu com participação do australiano Stonefox pela gravadora Armada Music, fundada por Armin van Buuren.
Em 21 de outubro de 2016, Alok fez uma parceria com o dj Bruno Martini e juntos fizeram um remix da musica “hear me now” música composta e cantada por Marcos Zeeba, donos de outros hits em parceria com o dj. juntamente com o videoclipe no canal da gravadora no YouTube. Em apenas um mês, a música alcançou a primeira posição de vendas no iTunes no Brasil, além de alcançar o topo de reproduções na plataforma digital Spotify no país, com 250 mil execuções diárias, e ter 10 milhões views no YouTube. Depois, a canção alcançou o top 50 mundial do Spotify, no 47º lugar além de consagrar Alok como o primeiro artista brasileiro a conseguir mais de 100 milhões de audições na plataforma. A canção chegou a posição #8 na parada de singles da Noruega, #11 na Suécia e #20 na tabela americana de eletrônica da Billboard. Ela foi certificada como disco de platina na Itália pela Federazione Industria Musicale Italiana (FIMI).
A música também faz parte da trilha sonora do filme Eu Fico Loko, dirigido por Bruno Garotti, baseado no livro homônimo de Christian Figueiredo.
"Fuego" com Bhaskar, foi lançado em seu canal no Youtube em 16 de dezembro de 2016. Conta com um sample da música tema de abertura da série Narcos, "Tuyo" por Rodrigo Amarante. Com pré-venda iniciada no final de janeiro, a canção foi lançada oficialmente pela Spinnin' em 13 de fevereiro de 2017.
Em sua participação com Bruno Martini e Zeeba no programa The Noite com Danilo Gentili em 24 de março de 2017 foi apresentada a canção "Never Let Me Go", que foi lançada em 5 de maio de 2017. A primeira audição da música foi na apresentação de Zeeba no São Paulo Fashion Week em 17 de março de 2013.
Buscando expandir no ramo musical, Alok anunciou em 27 de março de 2017 a sociedade de sua empresa com a Audiomix, principal agenciadora de artistas do Brasil para criar a sua agência Artist Factory. A agência é especializada em agenciar músicos da cena eletrônica — principalmente vindos da gravadora de Alok, Up Club Records — buscando novos talentos, diversificando o portfólio com outros serviços. Dentre os artistas agenciados estão: o próprio Alok, seu irmão Bhaskar, Liu, Sevenn, Selva, Shapeless, dentre outros. "Essa sociedade representa bem as necessidades de crescimento", disse Felipe Lobo diretor da Artist Factory.

## Vida pessoal
Alok e a médica baiana Romana Novais anunciaram o noivado em Julho de 2018, casando em 15 de janeiro de 2019. Em 10 de janeiro de 2020 nasceu o primeiro filho do casal, Ravi, de parto normal. Em 2 de dezembro de 2020 nasce a segunda filha do casal, Raika, de parto prematuro devido a uma complicação resultante da Covid.

## Características musicais

### Influências
Alok cita como suas maiores influências seus pais, Ekanta e Swarup, além dos rappers Criolo e Emicida, Arnaldo Antunes, Natiruts, Racionais e GOG, que segundo ele, estes artistas transmitem personalidade na música. Em 2015 ele revelou que é fã de Skrillex e Diplo e que gostaria de produzir uma música com o DJ brasileiro Gui Boratto, e com o canadense Deadmau5.
Ele complementa que na sua infância ouvia bastante Daft Punk, Gorillaz, The Chemical Brothers e Prodigy.

## Filantropia
Alok é apoiador da organização não governamental (ONG) Fraternidade sem Fronteiras, que tem projetos no Brasil, Madagascar, Moçambique e Senegal. No Acre, o DJ doou parte de seu cachê para o Hospital do Câncer. Em 2018, Alok doou R$ 400 000,00 para a construção de uma escola em Maputo, em Moçambique. e em Julho do mesmo ano, doou R$ 100 000,00 para os Hospitais Pequeno Príncipe e GRAAC, ambos especializados no tratamento de câncer infantil. O artista também doou R$ 150 000,00 para o Projeto Axé, em Salvador para ajudar a instituição continuar seus projetos com crianças de rua.
Em 2020, o DJ cria o Instituto Alok, com um investimento inicial de 27 milhões de reais, para ajudar e capacitar jovens e mulheres em situação vulnerável com oportunidades para realizem sua capacidade empreendedora com inovação, impacto social e geração de renda e para contribuir para a segurança alimentar, a inclusão e diversidade.

## Filmografia
- 2021: Detetive Madeinusa - Amazon Prime Video[71]

## Prêmios e indicações
| Ano  | Prêmio                           | Categoria                               | Indicação                                       | Resultado | Ref.   |
| ---- | -------------------------------- | --------------------------------------- | ----------------------------------------------- | --------- | ------ |
| 2016 | International Dance Music Awards | DJ Revelação                            | Ele mesmo                                       | Indicado  | [ 72 ] |
| 2017 | Prêmio Contigo! Online           | Revelação Musical                       | Ele mesmo                                       | Indicado  |        |
| 2017 | Capricho Awards                  | Revelação Nacional                      | Ele mesmo                                       | Venceu    | [ 73 ] |
| 2017 | Prêmio Jovem Brasileiro          | Melhor Show                             | Ele mesmo                                       | Indicado  |        |
| 2017 | Meus Prêmios Nick                | Hit do Ano do Brasil                    | "Hear Me Now"                                   | Indicado  | [ 74 ] |
| 2017 | Meus Prêmios Nick                | Gato Trendy                             | Ele mesmo                                       | Indicado  | [ 74 ] |
| 2017 | MTV Millennial Awards            | Guru do Beat                            | Ele mesmo                                       | Indicado  | [ 75 ] |
| 2017 | MTV Europe Music Awards          | Melhor Artista Brasileiro               | Ele mesmo                                       | Indicado  | [ 76 ] |
| 2018 | MTV Millennial Awards Brasil     | Melhor Artista Musical                  | Ele mesmo                                       | Indicado  | [ 77 ] |
| 2018 | MTV Millennial Awards Brasil     | Clipe do Ano                            | "Big Jet Plane" (com Mathieu Koss)              | Indicado  | [ 77 ] |
| 2018 | MTV Europe Music Awards          | Melhor Artista Brasileiro               | Ele mesmo                                       | Indicado  | [ 78 ] |
| 2018 | Prêmio Jovem Brasileiro          | Hit do Ano                              | "Paga de Solteiro Feliz" (com Simone & Simaria) | Indicado  |        |
| 2018 | Meus Prêmios Nick                | Gato Trendy                             | Ele mesmo                                       | Venceu    | [ 79 ] |
| 2019 | International Dance Music Awards | Melhor Artista Pop/Eletrônico Masculino | Ele mesmo                                       | Indicado  | [ 80 ] |
| 2019 | MTV Millennial Awards Brasil     | Melhor Artista Musical                  | Ele mesmo                                       | Indicado  | [ 81 ] |
| 2019 | Prêmio Jovem Brasileiro          | Melhor DJ Masculino                     | Ele mesmo                                       | Venceu    |        |
| 2020 | Dance Music Awards               | Melhor Remix                            | "Piece of Your Heart" (Alok Remix)              | Venceu    | [ 82 ] |
| 2020 | MTV Millennial Awards Brasil     | DJ Lanso a Braba                        | Ele mesmo                                       | Indicado  |        |
| 2020 | MTV Millennial Awards Brasil     | Live das Lives #BREAKTHEINTERNET        | Ele mesmo                                       | Indicado  |        |
| 2022 | Prêmio iBest                     | Influenciador Goiás                     | Ele mesmo                                       | Venceu    | [ 83 ] |
| 2023 | Prêmio iBest                     | Influenciador Goiás                     | Ele mesmo                                       | Venceu    | [ 84 ] |
| 2023 | Prêmio iBest                     | Influenciador da Música                 | Ele mesmo                                       | Venceu    | [ 84 ] |
| 2024 | Prêmio Multishow                 | DJ do Ano                               | Ele mesmo                                       | Venceu    | [ 85 ] |